# Bitwa pod Neerwinden (1693)
Bitwa pod Neerwinden (zwana niekiedy bitwą nad Landen) – starcie zbrojne, które miało miejsce 29 lipca 1693 r. w trakcie wojny Francji z Ligą Augsburską (1689–1697) między francuską armią marszałka Luksemburskiego a armią sprzymierzonych dowodzoną przez Wilhelma III Orańskiego.
Francuzi atakowali pozycje sprzymierzonych trzykrotnie zanim francuska kawaleria w końcu przełamała ich obronę. Bitwa była kosztowna dla obu stron, Francuzi stracili 9 tys. ludzi, a sprzymierzeni aż 19 tys.. Jednak zwycięstwo Francuzów nie było zupełne, gdyż Wilhelmowi Orańskiemu udało się jednak wymknąć z potrzasku.

## Działania przed bitwą
Marszałek Luxembourg, manewrując zmusił Wilhelma Orańskiego do podziału swej armii. Gdy to się udało, błyskawicznie skoncentrował większość swych sił naprzeciw obozu wojsk sprzymierzonych, które rozłożone były w nierównym półkolu zaczynającym się od Elissem po prawej stronie, następnie dochodzącym do Neerlanden, a stamtąd idąc wzdłuż strumienia Landen osiągało się lewą stronę (18 czerwca – 28 lipca 1693). Wilhelm Orański nie zamierzał wycofywać się za rzekę Geete, stworzył więc potężną linię umocnień ziemnych ciągnącą się od Laar przez Neerwinden do Neerlanden. Po prawej stronie tej linii umocnień (od Laar do Neerwinden) grunt był mocno poszarpany i dawał liczne naturalne osłony po obu stronach, i dlatego właśnie ta strona została uznana za kluczową pozycję, została więc szczególnie mocno obsadzona; środek otwartego terenu między Neerwinden a Neerlanden został pokryty gęstą siecią umocnień ziemnych, a wysuniętą z przodu placówką była miejscowość Rumsdorp. Lewe skrzydło pod Neerlanden opierało się o strumień Landen i było trudno dostępne.
Prawa strona wojsk Wilhelma Orańskiego, jako linia odwrotu leżała za rzeką Geete, była najbardziej zagrożoną flanką, a marszałek Luxembourg świadom tego, że front sprzymierzonych będąc trochę za długi w stosunku do ilości sił go broniących, sprawi, że przemieszczenie sił z jednego skrzydła dla wspomożenia drugiego będzie trwało zbyt długo. W tych warunkach generalny plan Luxembourga polegał na uderzeniu przeciw linii Laar-Neerwinden, a w szczególności na samo Neerwinden, a jednocześnie, by siły lewego skrzydła i centrum sprzymierzonych nie mogły przyjść prawemu skrzydłu z pomocą, zamierzał przeprowadzić tam działania pozorowane.

## Bitwa

### Początek bitwy
Marszałek Luxembourg miał 77 tys. żołnierzy, w tym 22 tys. jazdy i 71 dział (90 batalionów piechoty, 190 szwadronów jazdy, 2 regimenty artylerii), podczas gdy Wilhelm Orański (Anglicy i Holendrzy) – 49 tys. żołnierzy, w tym 14 tys. jazdy i 91 dział (64 bataliony piechoty, 142 szwadrony jazdy). Naprzeciwko umocnień centrum podciągnął niemal całą swoją kawalerię i ustawił ją w 6 linii, przemieszanych z dwoma wtrąconymi liniami piechoty. Piechota i dragonia stojące naprzeciw Neerlanden i Rumsdorp otrzymały zakaz ataku, a wojska przeznaczone do głównego uderzenia (w sile 28 tys.) zostały uformowane naprzeciw Neerwinden. Przyszłość pokazała, że użycie tylko 1/3 całych sił w decydującym natarciu, okazało się niewystarczające i trzeba było ściągać posiłki z innych odcinków.

### Walki o Neerwinden i Laar
Po długim okresie wymiany ognia artyleryjskiego francuskie kolumny ruszyły do natarcia, skupiając się głównie na Neerwinden. W tym samym czasie mniejsze siły uderzyły na Laar. Skraje obu wsi osiągnięto bez większych trudności, jednak w samych wsiach doszło do morderczej walki, a o każdą piędź ziemi toczył się zażarty bój. W końcu Wilhelm Orański osobiście poprowadził potężne kontrnatarcie, wyrzucając francuskie wojska z obu wiosek. Drugie natarcie, równie energiczne, spotkało się z równie wielką determinacją sprzymierzonych.

### Walki w Neerlanden i Rumsdorp
W tym czasie wojska francuskie na innych odcinkach frontu prowadziły jedynie działania demonstracyjne. Nawet kawaleria francuska, ustawiona naprzeciw centrum sprzymierzonych w 6 linii, po wytrzymaniu wielogodzinnego ognia nieprzyjacielskiego, kłusowała przez otwarte pole aż do umocnień, nie mając żadnych szans na powodzenie. W Neerlanden i Rumsdorp doszło do ciężkich walk wręcz. W międzyczasie dwie linie piechoty francuskiego centrum, które nie brały dotąd udziału w walce, przesunięte zostały na lewe skrzydło, gdzie zostały przygotowane do potężnego uderzenia (już trzeciego w tej bitwie) na Neerwinden. Takiej sile wyczerpane walką oddziały sprzymierzonych nie były w stanie się oprzeć.

### Przełomowy moment bitwy
Wilhelm Orański rozpoczął przemieszczanie swych wojsk ze swego centrum i lewego skrzydła na prawe w celu przeciwstawienia się potężnemu natarciu francuskiemu na Neerwinden. Gdy dowódca francuskiego centrum Feuquières to zauważył, jeszcze raz poprowadził kawalerię francuskiego centrum prosto na nieprzyjacielskie szańce. Tym razem francuskie szwadrony całkowicie zaskoczyły wojska sprzymierzonych. Wściekła szarża wywołała popłoch i pośpieszny odwrót za rzekę Geete. Setki żołnierzy armii Wilhelma Orańskiego utopiło się. Tylna straż złożona z brytyjskich oddziałów poprowadzona osobiście przez Wilhelma Orańskiego uratowała armię sprzymierzonych od ostatecznej katastrofy. Pobita armia wycofała się.

## Podsumowanie
Luxembourg odniósł swoje wielkie zwycięstwo dzięki wyczynowi Feuquièresa; straty sprzymierzonych 17 tys. zabitych i rannych, 2 tys. jeńców oraz 80 dział, podczas gdy Francuzi stracili 9 tys. zabitych i rannych. W bitwie tej marszałek Luksemburski zdobył tak wielką liczbę sztandarów, że po złożeniu ich w paryskiej katedrze zyskał sobie przydomek „tapicera Notre Dame”. Wojna trwała jeszcze do 1697 r. i zakończyła się pokojem w Rijswijk 20 września 1697 r.